# Ali Project
Ali Project (eller ALI PROJECT) er et japansk band med et stærk japansk Aristocrat-lignende image, og består af Arika Takarano (宝野アリカ Takarano Arika) (vokaler & tekster) og Mikiya Katakura (片倉三起也 Katakura Mikiya) (musik & arrangement).
I bandets tidligere dage, var deres musiske stil som regel at lave lys, munter og/eller opfriskende sange. Sidenhen har deres musik dog fået en mørkere og mere mustisk tone. Takarano Arika forsanger/tekstskriver, har beskrevet denne ændring som en overgang fra White Alice (白アリ Shiro Ari) til Black Alice (黒アリ Kuro Ari).[kilde mangler] Til trods for at der er sket et skift til at spille sange i "Black Alice"-stilen, optræder Ali Project dog til tider stadig med sange i "White Alice"-stilen.
De gjorde deres debut i 1988 som Ari (Ant) Project (蟻プロジェクト Ari Purojekuto) med albummet Fantastic Garden (幻想庭園 Gensō Teien). Albummet blev senere inkluderet med Tatsumi Takayukis bog Philosophy of Progressive Rock (プログレッシヴ・ロックの哲学), hvilket gjorde at banded blev placeret under genren progressiv rock.
Fire år senere, i 1992, ændrede de deres navn og gjorde deres første store debut med singlen Fall in love, maiden (恋せよ乙女 Koi-seyo otome).
De fleste af deres album bliver udgivet af EMI Music Japan, Victor Entertainment og Tokuma Japan. Bandet er bemærket i anime-samfundet for at have deres sange i en række anime åbnings- og slutsekvenser, de mest bærkelsesværdige værende Noir, Rozen Maiden, og Code Geass. Derudover har Katakura Mikiya også leveret soundtracket til flere animeserier, so som Kaibutsu Oujo og Avenger.

## Diskografi

### Ari Project

#### Album
- 27-04-1987: Some Girls -Rebel Street IV- (Album of the disorderly bloom of cherry blossoms)
- 25-01-1988: Fantastic Garden (幻想庭園 Gensō Teien)

### Ali Project

#### Singler
- 07-07-1992: Fall in love, Maiden -Love Story of Zipang- (恋せよ乙女 Koi Seyo Otome -Love Story of Zipang-)
- 09-06-1993: Wuthering Heights (嵐ヶ丘 Arashi ga Oka)
- 09-01-1994: Venetian Rhapsody (ヴェネツィアン・ラプソディー Venetsian Rapusodii)
- 18-10-1995: Sonata of the Rain～La Pluie (雨のソナタ～ラ・プリュ Ame-no Sonata～Ra Puryu)
- 01-07-1996: Starry Night～Lucifer the Fourth Movement (星月夜～ルシファー第四楽章 Seigetsuya～Rushifā Daiyongakushō)
- 04-12-1996: Wish (temaet tilWish OVA'er)
- 21-05-1997: Peony Pink (ピアニィ・ピンク Pianii Pinku) (åbeningstemaet til CLAMP School Detectives Tv-serien)
- 17-12-1997: Anniversary of Angel (Wish gift box)
- 21-10-1998: Labyrinth (sluttemaet til St. Luminous Mission High School TV series)
- 23-05-2001: Coppélia's Coffin (Noir Version) (コッペリアの柩 Kopperia-no Hitsugi) (åbeningstemaet til Noir Tv-serien)
- 21-09-2001: コッペリアの柩 Hyper Remix & Original Album Version
- 05-11-2003: Lunar Eclipse Grand Guignol (月蝕グランギニョル Gesshoku Guran Ginyoru) (åbeningstemaet til Avenger Tv-serien)

samt Tomorrow's Eve (未來のイヴ Mirai no Ivu)
- 25-08-2004: pastel pure (åbeningstemaet til Maria-sama ga Miteru ~Haru~ Tv-serien)
- 22-10-2004: The Forbidden Game (禁じられた遊び Kinjirareta asobi) (åbeningstemaet til Rozen Maiden Tv-serien)

samt When I was Alice (あたしがアリスだった頃 Atashi ga Arisu datta koro)
- 25-12-2004: Starry Night (星月夜 Seigetsuya) (reprint)
- 08-06-2005: Princess Asura (阿修羅姫 Ashura hime) (åbeningstemaet til My-HiME-spillet Unmei no Keitouju)

samt Kimi ga Tame, Oshikarazarishi Inochi Sae (君がため、惜しからざりし命さへ)
- 26-10-2005: Domain of the Holy Girl (聖少女領域 Seishōjo Ryōiki) (åbeningstemaet til Rozen Maiden Träumend Tv-serien)

samt Ms. S' Hidden Regrets (S嬢の秘めやかな悔恨 S-jou no Himeyaka na Kaikon)
- 24-05-2006: The Dead Nation's Disillusioning Catharsis (亡國覚醒カタルシス Bōkoku Kakusei Catharsis) (sluttemaet til .hack//Roots Tv-serien)

samt Illusion (水月鏡花 Suigetsu Kyōka)
- 25-10-2006: Chivalrous Youth Song (勇侠青春謳 Yūkyō Seishunka) (sluttemaet til Code Geass - Lelouch of the Rebellion Tv-serien)

samt Eulogy for the Repose of Souls (鎮魂頌 Chinkonshō (new recording))
- 06-12-2006: Rose Jail Maiden (薔薇獄乙女 Baragoku Otome) (åbeningstemaet til Rozen Maiden Ouvertüre OVA'en)

samt Paradise Briar Princess (極楽荊姫 Gokuraku Ibarahime)
- 23-05-2007: Dark Heaven (暗黒天国 Ankoku Tengoku) (åbeningstemaet til Kamichama Karin Tv-serien)

samt Peachy Heaven (桃色天国 Momoiro Tengoku)
- 13-06-2007: Kneel Down and Lick my Feet (跪いて足をお嘗め Hizamazuite ashi o oname) (sluttemaet til Kaibutsu Oujo Tv-serien)

samt My Beloved Evil Overlord (最愛なる魔王さま Saiai Naru Maou-sama)
- 23-01-2008: Spirits of Words (コトダマ Kotodama) (åbeningstemaet til Shigofumi: Letters from the Departed Tv-serien)

samt Love letter (コヒブミ Kohibumi)
- 30-07-2008: My Beautifully Elegant Flower of Evil (わが﨟たし悪の華 Waga Routashi Aku no Hana) (andet sluttema til Code Geass - Lelouch of the Rebellion R2 Tv-serien)

samt Rough Leather (麤皮 Aragawa)
- 19-11-2008: Sword of Demon King (鬼帝の剣 Kitei no Tsurugi) (åbeningstemaet til Linebarrels of Iron Tv-serien)

samt Woman Corpse (亡骸の女 Nakigara no Onna)
- 21-01-2009: New century's naked eve (裸々イヴ新世紀 Rara Eve Shinseiki) (åbeningstemaet til Sora wo kakeru Shōjo Tv-serien)

samt knight maiden (騎士乙女 kishi otome)

#### Album
- 09-12-1992: Crowd Under the Moon (月下の一群 Gekka no Ichigun) [TOCT-6008] [ZZCA-2002]
- 16-02-1994: DALI [TOCT-8296] [ZZCA-2003]
- 06-12-1995: Sonata of the Moon and Stars (星と月のソナタ Hoshi to Tsuki no Sonata) [TOCT-9273]
- 11-11-1996: Fantastic Garden + 1 (幻想庭園+1 Gensō Teien + 1) [PFR-6020] [ZZXA-2007]
- 21-11-1998: Noblerot [COCP-50006]
- 04-08-2000: jamais vu [ZZCA-2004]
- 25-04-2001: Aristocracy [TKCU-77082]
- 25-07-2001: CLASSICS [ZZCA-2006]
- 24-07-2002: EROTIC & HERETIC [VICL-60903]
- 23-04-2003: Moonlight intoxication (月光嗜好症 Gekkō shikōshō) [AECP-1008]
- 23-06-2004: Etoiles [TKCU-72691]
- 22-06-2005: Dilettante [TKCU-77126]
- 07-12-2005: Twilight of the Gods (神々の黄昏 Kamigami no Tasogare) [TKCU-77127]
- 08-03-2006: Déjà vu ~THE ORIGINAL BEST 1992-1995~ [TOCT-25923]
- 26-07-2006: COLLECTION SIMPLE PLUS [VIZL-198, VICL-61999]
- 06-12-2006: Romance [TKCU-77128]
- 04-04-2007: Rose Crucifixion (薔薇架刑 Soubikakei) [LHCA-35070, LHCA-5070]
- 22-08-2007: Psychedelic Insanity [TKCU-77129]
- 12-12-2007: Grand Finale [TKCU-77130]
- 27-08-2008: Forbidden Literature (禁書 Kinsho)
- 10-12-2008: Poet Laureate (桂冠詩人 Keikan Shijin)

#### Andet
- 06-12-1995: Midoriyama High School Original Soundtrack [TYCY-5457]
- 01-08-1996: Birth of the Wizard (Eko Eko Azarak II Soundtrack) [POCX-1047]
- 05-02-1997: musik numre fra Wish [VICL-2181]
- 21-06-1997: CLAMP School Detectives Original Soundtrack 1 [VICL-60046]
- 22-10-1997: CLAMP School Detectives Original Soundtrack 2 [VICL-60060]
- 17-12-1997: CLAMP School Detectives Vocal Collection
- 03-12-2003: Avenger O.S.T. [VICL-61218]
- 21-06-2006: .hack//Roots O.S.T. 1 [VICL-61989]

vokal numre [GOD DIVA] [In The World] [Hakua Byōtō] og [Junkyōsha no Yubi], alle instrumentale numre i albummet af Katakura Mikiya.
- 21-09-2006: .hack//Roots O.S.T. 2 [VICL-62089]

vokal numre [KING KNIGHT] [Maisō no Mori no Tasogarezaka] og [Kegare Naki Akui], alle instrumentale numre i albummet af Katakura Mikiya.
- 22-11-2006: Sleeping Castle (眠れる城 Nemureru Shiro) fra Rozen Maiden Träumend Character Drama CD Vol.4 – Souseiseki [LHCA-5055]
- 24-01-2007: Nameless Forest (名なしの森 Nanashi no Mori) fra Rozen Maiden Träumend Character Drama CD Vol.5 – Shinku [LHCA-5056]
- 07-03-2007: Spring Silkworm (春蚕 Shungo) fra Rozen Maiden Träumend Character Drama CD Vol.7 – Barasuishou [LHCA-9003]
- 03-10-2007: Kaibutsu Oujo O.S.T. – Sympathy for the Belonephobia, vokal numre: [Outeki Ketsuzoku] [Oumagakoi] og [Hizamazuite Ashi wo Oname], alle instrumentale numre i albummet af Katakura Mikiya.